# Christopher Schier
Christopher Schier (* 7. Februar 1971 in den Vereinigten Staaten) ist ein österreichischer Filmregisseur und Drehbuchautor.

## Leben
Christopher Schier wurde in den Vereinigten Staaten geboren, wo sein Vater beruflich tätig war und kam als Kind nach Österreich. Im Anschluss an die Matura studierte er von 1990 bis 1994 Psychologie und Publizistik. Danach begann er Drehbücher, Kurzgeschichten und Kinderbücher zu schreiben, außerdem war er als Produktionsassistent und Aufnahmeleiter für Fernsehproduktionen tätig.
Seit 2000 ist er freier Regisseur für Werbespots und Werbefilme, unter anderem führte er 2006 bei Dad’s Dead Regie, zu dem David Schalko das Drehbuch schrieb. Von 2008 bis 2013 inszenierte er für die ORF-Sendung Wir sind Kaiser die Comedy-Zuspieler, bei der ORF-Fernsehserie CopStories führte er in 13 Folgen Regie.
2016 drehte er für den ORF die Tatort-Folge Wehrlos, 2017 inszenierte er mit Die Faust seinen zweiten Tatort. Gemeinsam mit Andreas Herzog setzte er 2017 die Fernsehserie Trakehnerblut in Szene. Für ZDFneo inszenierte er ab Mai 2018 die Krimiserie Dead End, zu der er auch gemeinsam mit Magdalena Grazewicz und Thomas Gerhold die Drehbücher entwickelte. Im September 2019 drehte er mit Lass den Mond am Himmel stehn nach einem Drehbuch von Stefan Hafner und Thomas Weingartner mit den Ermittlern Batic und Leitmayr seinen ersten Münchner Tatort.
Für Sky setzte er 2021 die Miniserie Die Ibiza Affäre über die Ibiza-Affäre in Szene, wofür ihm der Grimme-Preis 2022 zuerkannt wurde. Mit Senad Halilbasic und Robert Buchschwenter zeichnete er für die Drehbücher zur dritten Staffel der Sky-Serie Der Pass verantwortlich, bei der er neben Thomas W. Kiennast auch die Regie übernahm. Mit Thomas Kienast drehte er eine ab April 2024 ausgestrahlte Fernseh-Werbekampagne mit der fiktiven Familie Putz in Hollywood.
Schier ist Mitglied im Bundesverband Regie (BVR).

## Filmografie (Auswahl)
- 2006: Dad’s Dead
- 2008–2013:  Wir sind Kaiser (32 Folgen)
- 2011: ARGE Talkshow – Weg mit den Beamten!
- 2013–2014: CopStories (Fernsehserie, 13 Folgen)
- 2017: Tatort: Wehrlos (Fernsehreihe)
- 2017: Trakehnerblut (Fernsehserie)
- 2018: Tatort: Die Faust (Fernsehreihe)
- 2019: Dead End (Fernsehserie)
- 2019: Todesfrist – Nemez und Sneijder ermitteln (Fernsehreihe)
- 2020: Tatort: Lass den Mond am Himmel stehn (Fernsehreihe)
- 2021: Tatort: Die Amme (Fernsehreihe)
- 2021: Todesurteil – Nemez und Sneijder ermitteln (Fernsehreihe)
- 2021: Die Ibiza Affäre (Mini-Serie)
- 2025: Drunter und Drüber – Chaos auf dem Friedhof (Fernsehserie)

## Auszeichnungen (Auswahl)
- Grimme-Preis 2022 für Die Ibiza Affäre[8]